# LaRoyce Hawkins
LaRoyce C. Hawkins (nascido a 4 de maio de 1988) é um ator norte-americano, comediante de stand-up, artista de spoken word e músico. Atualmente faz parte do elenco da série da NBC Chicago P.D., sendo a sua personagem o polícia Kevin Atwater. A série encontra-se na sua décima primeira temporada. Hawkins também tem um papel regular numa outra série do franchise OneChicago, intitulada Chicago Fire.

## Infância
Hawkins nasceu e cresceu em Harvey, Illinois, um bairro nos subúrbios de Chicago. Hawkins viveu com os seus avós até aos 13 anos e atribui-lhes a sua formação, bem como a dos seus irmãos.
Hawkins frequentou a Thornton High School, onde jogou basquetebol. Influenciado pelo concelho do seu avô para "escolher o que o deixa feliz," Hawkins deixou a equipa de basquetebol e juntou-se à equipa de discursos, onde foi campeão estatal por duas vezes.
Em 2005, Hawkins ganhou o título estatal no evento da Associação de Comédia Original da Illinois High School, tendo também ficado em terceiro lugar na competição estatal de Interpretação Humorística do IHSA. Em 2006, ele e um colega ganharam o título estatal de Dueto de Representação Humorística, e Hawkins ficou em quarto lugar, no mesmo ano, na competição de Comédia Original.

## Carreira
Hawkins frequentou a Universidade de Illinois, com uma bolsa de estudos a tempo inteiro, onde se formou em Artes do Teatro. Na sua primeira peça na faculdade, interpretou Toledo da produção de Ma Rainey's Black Bottom de August Wilson. Ainda na faculdade, conseguiu o seu primeiro grande papel num filme, The Express: The Ernie Davis Story, filme biográfico de Ernie Davis, tendo o papel do colega de equipa de Davis, Art Baker. Deixou a faculdade por ano e meio, regressando em 2007 e concluiu o curso em 2012. É membro da fraternidade Omega Psi Phi.
Antes de Chicago P.D., Hawkins teve papéis em diversas séries de televisão, incluindo Ballers da HBO, Tyler Perry's House of Payne da TBS, Underemployed da MTV, e Detroit 1-8-7 da ABC.

## Vida pessoal
O seu filho, Roman John nasceu a 13 de abril de 2017.
Lançou um website, Be Powerful Inc., onde partilha o seu trabalho e paixões, e vende vestuário.

## Filmografia

### Filmes
| Ano  | Título                             | Papel                   | Notas              |
| ---- | ---------------------------------- | ----------------------- | ------------------ |
| 2008 | The Express: The Ernie Davis Story | Art Baker               |                    |
| 2018 | Canal Street                       | Amari Crawford          |                    |
| 2018 | Hope Springs Eternal               | Mr. Baser               |                    |
| 2019 | The Killing of Kenneth Chamberlain | Kenneth Chamberlain Jr. |                    |
| 2021 | Hands Up                           | Ty Lord                 |                    |
| 2022 | North of The 10                    | Kyle Shaw               | Filme de streaming |

### Televisão
| Ano           | Título          | Papel                | Notas                          |
| ------------- | --------------- | -------------------- | ------------------------------ |
| 2011          | Detroit 1-8-7   | Dorcey Gamble        | Episódio: "Ice Man/Malibu"     |
| 2012          | Underemployed   | N\A                  | Episódio: "The Gig"            |
| 2013–presente | Chicago Fire    | Kevin Atwater        | Papel recorrente, 12 episódios |
| 2014–presente | Chicago P.D.    | Kevin Atwater        | Papel principal                |
| 2017          | Chicago Justice | Kevin Atwater        | 2 episódios                    |
| 2019–presente | South Side      | Michael 'Shaw' Owens | Papel recorrente               |
| 2019–presente | Chicago Med     | Kevin Atwater        | 3 episódios                    |